# Beregszászi járás (1946–2020)
A Beregszászi járás (ukránul: Берегівський район [Berehivszkij rajon]) egykori közigazgatási egység Ukrajna Kárpátontúli területén 1946–2020 között. Kárpátalja délnyugati részén helyezkedett el; nyugaton az Ungvári, északon a Munkácsi járással, keleten az Ilosvai és Nagyszőlősi járással, délről pedig Magyarországgal volt határos. Észak–déli kiterjedése 30 km, nyugat–keleti kiterjedése pedig 40 km volt. A járási székhely, Beregszász megyei alárendeltségű város volt, amely nem tartozott a járáshoz.
Ukrajna egyetlen magyar túlsúlyú kerülete volt.
1946-ban szervezték meg, de már része volt a történelmi Magyarország közigazgatási beosztásának is Bereg vármegye egyik járásaként.
A 2020. júliusi ukrajnai közigazgatási reform során kibővítették, így jött létre az új Beregszászi járás.

## Földrajz

### Domborzati viszonyok
Területe földrajzilag két természetföldrajzi tájegységhez tartozik: a Beregszászi-dombvidékhez és az őt körülölelő Kárpátaljai-alföldhöz. A Beregszászi-dombvidék a járás legmagasabb része, amelynek abszolút magassága 220-365 méter között változik (legmagasabb pontja a Nagy-hegy, 365,7 m). A sík felszínű terület - az Alföld északkeleti része, amelyet Kárpátaljai-alföldnek, Ung-Beregi-síkságnak, vagy Felső-Tiszai-alföldnek is neveznek. Az alföld felszíne lapos enyhén lejt nyugati irányban, amelyet a Tisza folyásiránya is jelez. A Tisza és jobb oldali mellékfolyója, a Borzsa 6-10 méterre vágódnak bele a sík alluviális felszínbe (folyami üledékek akkumulálódása útján keletkezett), helyenként széles, teraszos ártereket alkotva. A vidék abszolút magassága 102-120 méter között változik. A sík vidék felszínén, a Beregszászi-dombvidéken kívül kiemelkedik még a Kaszony-Bégányi-dombvidék is, amelynek kisebb része átnyúlik Magyarország területére.

### Ásványi kincsek
A járás, különösen a dombvidéki része, gazdag a különböző ásványi kincsekben. A Beregszászi-dombvidék 2 km²-s területén, vegyes-fémű érceket találtak (réz, ólom, cink stb.), a lelőhely Beregszásztól 5 km-re található, a kvarcosodott riolit-tufákban. A vegyes-fémű érceken kívül a Beregszászi-dombvidék méhében a geológusok nemesfém lelőhelyeket is feltártak (ezüst, arany).
Alunit lelőhelyek Kovászó, Nagymuzsaly és Déda közelében találhatók. Az aluniton kívül már régóta bányásznak kaolint is. A kaolint a 18. századtól bányásszák a Beregszászi Nagy-hegy délkeleti oldalán. Fontos ásványkincs lelőhely található Nagybégány mellett. Itt alunit-barit bánya működik, valamint vegyes-fémű érceket is bányásznak.
A Beregszászi-dombvidék területén több helyen is találtak perlitlelőhelyet. Kitermelése külszíni fejtéssel folyik nem messze Nagymuzsalytól.

### Vízrajz
Folyóhálózata a Tisza jobb oldali vízgyűjtő medencéjéhez tartozik. A járás legfontosabb folyója a Borzsa.
A geológiai múltban a vulkanikus tevékenység eredményeként Makkosjánosi, Nagybereg, Beregújfalu, Gát környékén a felszín megsüllyedt. Ebbe a süllyedékbe évszázadokon keresztül folyt a felszíni víz és idővel tó keletkezett, amely később mocsárrá alakult át (Szernye-mocsár). A 19. század végén lecsapolták, több csatornát is vágtak rajta és átalakították legelővé, termőfölddé.

## Történelem
A vidék területe már 10-12 ezer évvel ezelőtt, a késői paleolit idején lakott volt. Az újkőkorszakból és a bronzkorból, valamint a települések környékéről származó tárgyak arról tanúskodnak, hogy ezen a vidéken megszakítás nélkül emberek éltek. A Római Birodalom korában (2 - 5. század) Beregszász környékén keleti határ-menti erődítmény létezett Peserginum néven.
A honfoglaló magyarok a Beregszászi járás keleti területein 894-ben kezdtek megjelenni. Az itt letelepedett magyarok egyik fő erőssége Borsova vára lett, amely a 13. századig Borsova vármegye központja volt. I. István uralkodása alatt jött létre a borsovai várispánság, amely ekkor Ungvár után a vidék második legfontosabb települése. 1241-ben a tatárjárás idején a vár elpusztult, de a vidék is szinte teljesen. A pusztítás után Borsova elvesztette jelentőségét, a vármegye központja pedig Beregre (Nagybereg) került, s ezzel az új Bereg vármegye névadója is lett.
Egy 1098. évi okirat szerint a vidéket I. András király fivére, Béla herceg, majd a herceg halála után annak fia, Lampert birtokolta. Az említett okiratban Beregszász Villa Lamperi néven szerepelt. Később magyarosan is jelölik (Lampert-háza), ami megegyezik a latin elnevezéssel.
A 12. század közepén II. Géza magyar király, a város és környékének akkori birtokosa, hogy birtokai jobban jövedelmezzenek, rajna-vidéki szászokat hívott be letelepedésre. A német telepesek kézművességgel, szőlészettel foglalkoztak, fejlesztették a kereskedelmet. Batu kán hordáinak visszavonulása után Lampert-házát Lampertszásznak kezdték nevezni.
Lampertszász (mai Beregszász) jelentősége a Magyar Királyság gazdasági életében olyannyira megnőtt, hogy 1271-ben  ide helyezték át Beregről a vármegyei közigazgatást. 1342-ben a vidék központja már szabad királyi pallosjogot kap. 1504-től a város már Beregszász néven szerepel.
A Rákóczi-szabadságharc egyik gócpontja, amely sokszor csaták színhelye is. A környék 1920-ban Csehszlovákia része lett, majd az első bécsi döntés értelmében 1938-ban ismét Magyarországhoz került, majd 1944 októberében a Vörös Hadsereg szállta meg. 1945-től az Ukrán SZSZK része. Kárpátalján a térségben voltak a legsúlyosabbak a nemzetiségek (elsősorban a magyarok) elleni atrocitások, mely révén a polgári lakosságból sokan gulágokba kerültek, vagy egyszerűen a Szovjetunió egyik távoli vidékére szállították őket.
Jelenlegi formájában 1953-ban szervezték meg, de már része volt a történelmi Magyarország közigazgatási beosztásának is Bereg vármegye egyik járásaként. A trianoni békeszerződés előtt Tiszaháti járás volt a neve, majd Csehszlovákiában már a mai nevén létezett. 1938 és 1944 között ismét Magyarországhoz, először Bereg és Ugocsa k.e.e. vármegyéhezhez, majd 1940-től az ismét önálló Bereg vármegyéhez tartozott. A második világháború után került Kárpátalja egészével együtt a Szovjetunióhoz, Ukrajnába.

## Népesség
A járás lakossága 2011. január 1-jei állapot szerint szerint 51 720 fő volt. A Beregszászi járás soknemzetiségű terület, ahol a legjelentősebb kisebbség a magyaroké (76,1%). Őket számban az ukránok (10,8%) és a cigányok (4,1%) követik. Beregszász városban már magasabb az ukrán (38,9%) és orosz (5,4%) lakosság aránya, de még itt is a magyar többség (48,1%) meghatározó.
A járás települései általában nagy méretű alföldi falvak, amelyből több valaha mezővárosként funkcionált.
Beregszász városa nemcsak a kistérség, de egész Kárpátalja egyik fontos oktatási és kulturális központja. Két gimnázium, egy mezőgazdasági líceum mellett itt működik a II. Rákóczi Ferenc Kárpátaljai Magyar Főiskola, az Ungvári Állami Informatikai, Közgazdasági és Jogtudományi Főiskola kihelyezett tagozata, a Kárpátaljai Megyei Magyar Drámai Színház, és itt van a Kárpátaljai református egyházkerület központja is.

## Települések

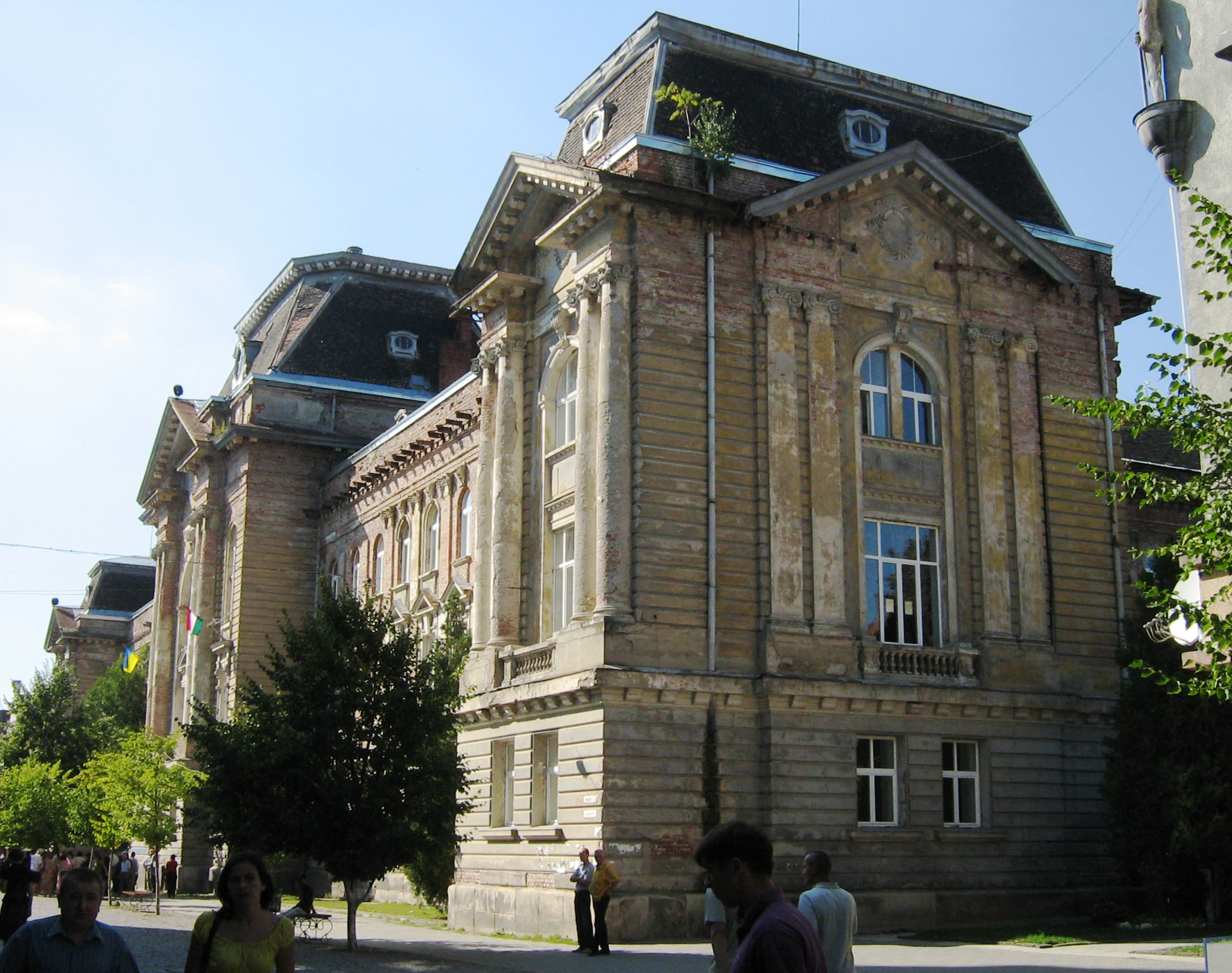
A II. Rákóczi Ferenc Kárpátaljai Magyar Főiskola felújítás alatt álló főépülete Beregszászban, egykori Törvényszék

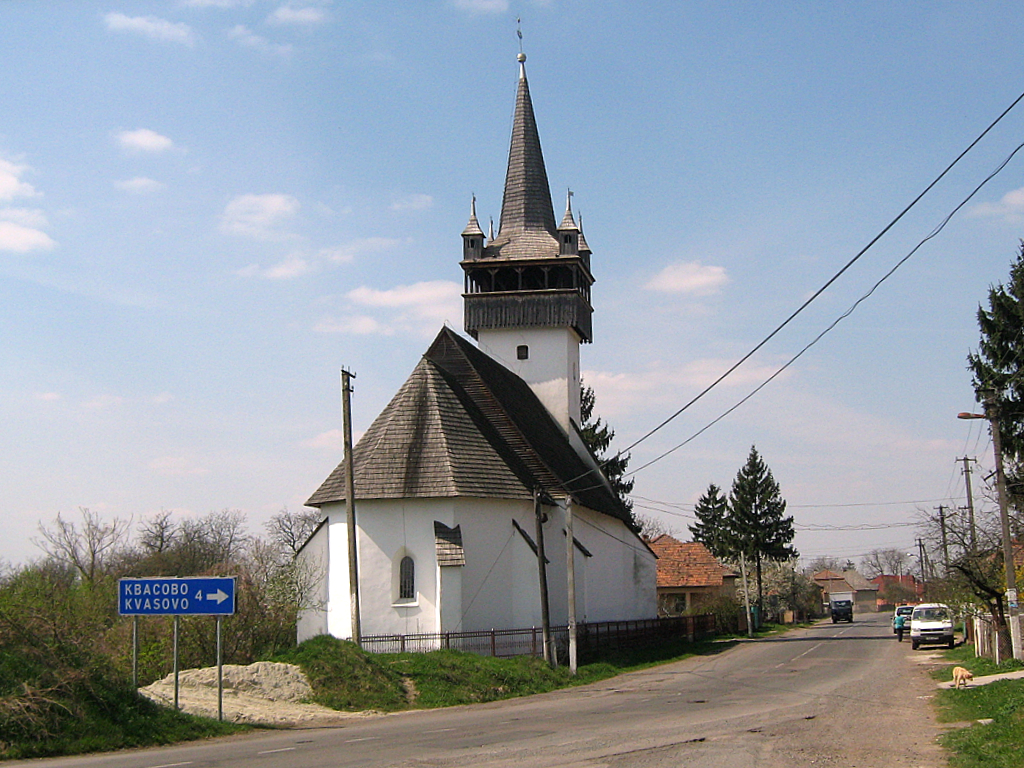
A benei református templom

(Zárójelben az ukrán név szerepel.)

### Városi jellegű település
- Bátyú (Батьово)

### Község
- Alsóremete (Нижні Ремети)
- Asztély (Астей)
- Badaló (Бадалово)
- Bene (Бене)
- Beregdéda (Дийда)
- Beregsom (Шом)
- Beregújfalu (Берегуйфалу)
- Bótrágy (Батрадь)
- Csetfalva (Четфалва)
- Csonkapapi (Попово)
- Gát (Гать)
- Gút (Гут)
- Halábor (Галабор)
- Hetyen  (Гетен)
- Kisharangláb (Горонглаб)
- Kovászó (Квасово)
- Macsola (Мочола)
- Makkosjánosi (Яноші)
- Mezőgecse (Геча)
- Mezőkaszony (Косонь)
- Nagybakos (Свобода)
- Nagybakta (Велика Бакта)
- Nagybégány (Велика Бийгань)
- Nagybereg (Великі Береги)
- Nagyborzsova (Боржава)
- Nagymuzsaly (Мужієво)
- Rafajnaújfalu (Рафайново)
- Sárosoroszi (Оросієво)
- Tiszacsoma (Чома)
- Vári (Вари)
- Zápszony (Запсонь)

## Gazdaság
A Beregszászi járás egyik leginkább fejlődő területe Kárpátaljának. Az ipar elsősorban Beregszászban összpontosul, ahol hagyományosan a könnyű- és élelmiszeripar jellemző, melyek közül országos szinten kiemelkedő a bútorgyártás és a szőlészet.
A vidéki területekre a mezőgazdaság jellemző. Jelenleg nagy erővel folyik a korábban jó hírű szőlősök rehabilitációja, amelyek a Szovjetunió idején mentek tönkre. A szőlő mellett a hagyományos étkezési és takarmánynövényeket termelnek itt, az Alföld északi peremén.

## Közlekedés
- Bátyú–Királyháza–Taracköz–Aknaszlatina-vasútvonal
- Borzsavölgyi kisvasút